# Campionati oceaniani di ciclismo su strada - Cronometro maschile Elite
La Cronometro maschile Elite è una delle prove disputate durante i campionati oceaniani di ciclismo su strada. Inserita nel programma dei campionati dalla prima edizione, la corsa si disputa regolarmente, con la sola eccezione del biennio 2020-21, quando venne annullata a causa della pandemia da COVID-19.
Le cronometro riservate agli Elite e Under-23 si corrono lungo lo stesso percorso, a eccezione delle edizioni 2009, 2011, 2013, 2014 and 2017. Nel 2007 (Hayden Josefski), 2010 (Michael Matthews) e 2012 (Damien Howson) il campione Under 23 ha registrato un tempo migliore del vincitore dei professionisti. Tuttavia i corridori U23 non erano eleggibili come vincitori del titolo Elite, regola successivamente abrogata dall'UCI.

## Albo d'oro
Aggiornato all'edizione 2023.
| Anno      | Vincitore                                        | Secondo                                          | Terzo                                            |
| --------- | ------------------------------------------------ | ------------------------------------------------ | ------------------------------------------------ |
| 1995      | Jonathan Hall                                    | Nathan O'Neill                                   | Gary Anderson                                    |
| 1997      | Lee Vertongen                                    | Stuart Mitchell                                  | Jonathan Hall                                    |
| 1999      | Jonathan Hall                                    | Jean-Marc Rivière                                | Peter Milostic                                   |
| 2005      | Gordon McCauley                                  | Robin Reid                                       | Aaron Strong                                     |
| 2007      | Cameron Wurf                                     | David Pell                                       | Robert McLachlan                                 |
| 2008      | Gordon McCauley                                  | Joseph Cooper                                    | Reon Park                                        |
| 2009      | Chris Jongewaard                                 | David Pell                                       | Chris Martin                                     |
| 2010      | Drew Ginn                                        | Logan Hutchings                                  | Simon Croom                                      |
| 2011      | William Dickeson                                 | David Pell                                       | Nick Bensley                                     |
| 2012      | Sam Horgan                                       | Paul Odlin                                       | Michael Cupitt                                   |
| 2013      | Paul Odlin                                       | Benjamin Dyball                                  | Joseph Cooper                                    |
| 2014      | Joseph Cooper                                    | William Clarke                                   | Lachlan Norris                                   |
| 2015      | Michael Hepburn                                  | Craig Evers                                      | Cameron Wurf                                     |
| 2016      | Sean Lake                                        | Joseph Cooper                                    | Benjamin Dyball                                  |
| 2017      | Sean Lake                                        | Benjamin Dyball                                  | Hamish Bond                                      |
| 2018      | Hamish Bond                                      | Sean Lake                                        | James Ogilvie                                    |
| 2019      | Benjamin Dyball                                  | Jason Christie                                   | Michael Freiberg                                 |
| 2020-2021 | non disputata a causa della pandemia di COVID-19 | non disputata a causa della pandemia di COVID-19 | non disputata a causa della pandemia di COVID-19 |
| 2022      | Aaron Gate                                       | Tom Sexton                                       | Michael Freiberg                                 |
| 2023      | Tom Sexton                                       | Riley Fleming                                    | Jordan Villani                                   |

## Medagliere
| Pos.   | Nazione         | Oro | Argento | Bronzo |    |
| ------ | --------------- | --- | ------- | ------ | -- |
| 1      | Australia       | 10  | 10      | 13     | 33 |
| 2      | Nuova Zelanda   | 9   | 8       | 6      | 23 |
| 3      | Nuova Caledonia | 0   | 1       | 0      | 1  |
| Totale | Totale          | 19  | 19      | 19     | 57 |